# Código de Comercio de España de 1829

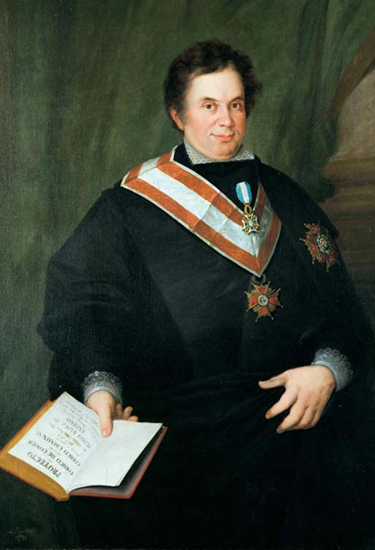
Retrato del jurista Pedro Sainz de Andino, autor del Código de Comercio de 1829, por Antonio María Esquivel.

El Código de Comercio de 1829 fue el primer Código de Comercio que hubo en España. Fue «decretado, sancionado y promulgado» durante la «década ominosa» por el rey Fernando VII en uso de su poder absoluto el 30 de mayo de 1829, fecha de su onomástica. Fue una iniciativa de los absolutistas «reformistas» encabezados por el Secretario del Despacho de Hacienda Luis López Ballesteros y su redactor fue el jurista afrancesado Pedro Sáinz de Andino. Dividido en 5 libros, constaba de 1219 artículos.

## Historia
Nació como resultado de la necesidad que vieron los «reformistas» del gobierno de unificar toda la legislación mercantil hasta entonces dispersa en diversas ordenanzas de comercio. La iniciativa la tomó el jurista afrancesado Pedro Sainz de Andino que a principios de 1828 entró al servicio del Ministerio de Hacienda cuyo titular era Luis López Ballesteros que ya había nombrado a varios afrancesados para cargos importantes de su departamento. El 9 de enero de 1828 el rey Fernando VII aceptaba su propuesta de ocuparse de un proyecto de código mercantil y dos días después se creaba una Junta para redactarlo presidida por Bruno Vallarino e integrada por cuatro vocales, uno de ellos el afrancesado Manuel María Cambronero, y un secretario con voto, que era el propio Andino. Finalmente el proyecto que se aprobó fue el que Andino elaboró paralelamente al que iba discutiendo y redactando la Junta.
En el preámbulo se justificaba así la necesidad del Código de Comercio:

Por cuanto hallándose reducida la Jurisprudencia mercantil en esta Monarquía a las ordenanzas particulares otorgadas a los Consulados para su organización y régimen interior, se carecía de leyes generales que determinasen las obligaciones y derechos que proceden de los actos de comercio, de lo cual resultaban grande confusión e incertidumbre, tanto para los mismos comerciantes como para los Tribunales y Jueces que habían de dirimir sus diferencias.

Estaba dividido en cinco Libros. El Libro Primero se titulaba «De los Comerciantes y Agentes del Comercio» y constaba de 233 artículos; el Segundo, «De los contratos de Comercio en general, sus formas y efectos», 349 artículos; el Tercero, «Del comercio marítimo», 418; el Cuarto «De las quiebras», 177; y el Quinto, «De la administración de justicia en los negocios de comercio», 42.
El Código fue muy elogiado por diversos juristas españoles y extranjeros. El francés Jean-Marie Pardessus dijo de él que «aunque refunfuñen los que se empeñan en pintar a la España cual si estuviese sumida en la barbarie y en la ignorancia, no podemos menos de decir con sinceridad que su nuevo Código Mercantil es mucho más perfecto que todos los que han salido a la luz hasta ahora». Evidentemente la Gaceta de Bayona, órgano oficioso de los «reformistas» y de los afrancesados unidos a ellos, también celebró el Código calificándolo como «uno de los más insignes beneficios que el monarca restaurador ha dispensado a España».